# Dijnselburg
Dijnselburg (ook Dinslo) is een landgoed in Huis ter Heide bij Zeist.
Het landhuis van Dijnselburg heeft veel speklagen van witte accenten in de rode bakstenen. Het massieve huis werd in 1883 ontworpen door de architect E.G. Wentink. Links van het gebouw staat een kapel in de vorm van een vroegchristelijke basiliek.

## Geschiedenis

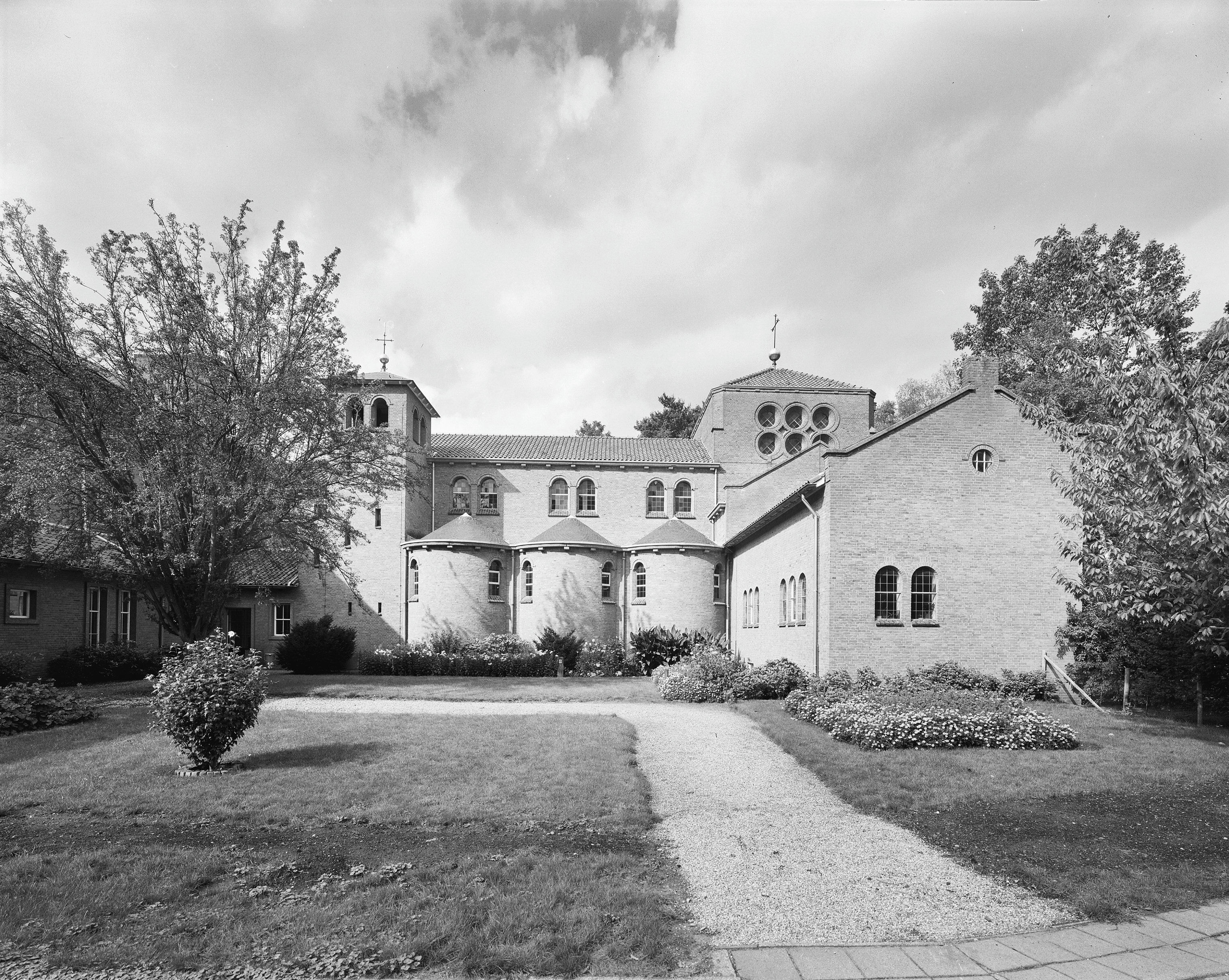
Kapel naast Dijnselburg

Veel land in Zeist was in handen van het Vrouwenklooster uit De Bilt. In 1277 wordt het goed Dinslo in 't Rintvelt (rint is het Middel-Nederlandse woord voor rund) vermeld in een oorkonde. Bisschop Jan I van Nassau, gelast hierin zijn maarschalk Sweder om de priorin en het Vrouwenklooster van Oostbroek te beschermen in het bezit van de tienden van 9 hoeven lands (125 hectare). De bisschop van Utrecht had deze gronden aan het vrouwenklooster geschonken. Op een oude kaart uit 1594, staat naast van de weg van Utrecht naar Amersfoort, aan de ene kant het Panhuis (de 'Pan') en aan de andere kant Dinslaeken aangegeven. 
Op 3 april 1792 verkocht Walter Bisdom, kanunnik aan de Utrechtse Domkerk de "Herberge genaamt het Huys ter Heyden". Bij de koop was een deel van Dijnselburg begrepen. Jean Ignatius Daniël Nepveu (1810-1887), griffier van het provinciaal gerechtshof en letterkundige, liet in 1854 de hofstede op Dijnselburg verbouwen tot herenhuis.
Het oude huis werd in 1883 afgebroken door jhr. C.F.A. Roëll. Het nieuwe huis werd ontworpen door de architect E.G. Wentink sr. uit Schalkwijk.
Dijnselburg kwam later in bezit van de Commissaris van de Koningin in de provincie Utrecht Herman Theodoor s'Jacob (1869-1950).
In 1946 werd Dijnselburg aangekocht door het Aartsbisdom Utrecht voor onderwijsdoeleinden. In 1951 werd tegen het hoofdgebouw het 'Philosophicum' gebouwd, onderdeel van de priesteropleiding. Dit gebouw werd gebouwd in de Delfse Schoolstijl.
Tijdens zijn bezoek aan Nederland op 13 mei 1985 bracht paus Johannes Paulus II in Dijnselburg een bezoek aan de daar woonachtige voormalige aartsbisschop van Utrecht kardinaal Alfrink.

## Eigenaars
- 1792 - 1807 mr. Laurens Jan Nepveu
- 1807 - mr. Laurent Théodore Nepveu
- 1871 mr. Jean Ignatius Daniël Nepveu
- 1871 - H.W. van Swellingrebel
- A.F. Landrij
- jhr. C.F.A. Roëll
- mr. M.I. ridder Pauw van Wieldrecht
- H.J.H. baron van Boetzelaar van Oosterhout
- 1927 - mr. H.Th. 's Jacob
- 1946 firma Gebr. Hagen
- 1946 - Aartsbisdom Utrecht
- 2017 - verkocht aan Stroet bv[3]